# New Life
New Life är det sjätte studioalbumet av den amerikanska R&B-sångerskan Monica. Skivan blev hennes debut hos RCA Records efter att hon förflyttas dit när J Records lades ner under hösten 2011. Albumet var först tänkt att ges ut under det fjärde kvartalet av år 2011 men utgivningsdatumet flyttades fram ett flertal gånger och blev till slut den 10 april 2012.
Monica anställde sitt vanliga team kompositörer för att jobba på projektet däribland Bryan-Michael Cox, Jermaine Dupri, Missy Elliott, Cainon Lamb och Polow da Don. Skivans titel representerar sångerskans "fulländade" fas i livet efter sitt giftermål med basketspelaren Shannon Brown, att ha två små barn och att hon mer eller mindre kommit över de tragiska händelserna i hennes förflutna.
Två promosinglar gavs ut från projektet medan Monica fortfarande var hos J Records; upptempo-spåret "Anything (To Find You)" (#25) och balladen "Until It's Gone" (#22). Skivans ledande singel är den Rico Love-komponerade låten "It All Belongs to Me" vilken är en duett med den jämngamla artisten Brandy. Låten tog sig till en 23:e plats på USA:s R&B-lista.

## Innehållsförteckning
| Nr           | Titel                                      | Kompositör | Producent(er)                     | Längd |
| ------------ | ------------------------------------------ | --- | --------------------------------- | ----- |
| 1.           | New Life (Intro) (featuring Mary J. Blige) | Cainon Lamb, Anthony Randolph, Raymond Gordon, Monica Brown                                                                   | Lamb                              | 1:29  |
| 2.           | It All Belongs to Me (with Brandy)         | Rico Love, Eric Goudy II, Earl Hood                                                                                           | Rico Love, Earl & E               | 4:04  |
| 3.           | Daddy’s Good Girl                          | Rico Love, Eric Goudy II, Earl Hood, Daniel Morris                                                                            | Rico Love, Earl & E, Mr. Morris   | 4:39  |
| 4.           | Man Who Has Everything                     | Rico Love, Eric Goudy II, Earl Hood, Pierre Medor                                                                             | Rico Love, Earl & E, Pierre Medor | 3:55  |
| 5.           | Big Mistake                                | Cainon Lamb, Anthony Randolph                                                                                                 | Lamb                              | 3:49  |
| 6.           | Take a Chance (featuring Wale)             | Rico Love, Earl Hood, Eric Goudy II, Olubowale Akintimehin                                                                    | Rico Love, Earl & E               | 3:44  |
| 7.           | Without You                                | Jamal Jones, India Boodram, Jazmyn Michel, Kesia Hollins                                                                      | Polow da Don                      | 4:09  |
| 8.           | Until It's Gone                            | Melissa Elliott, Cainon Lamb, Jazmine Sullivan, Anthony Randolph, Thomas Bell, Linda Epstein, Scott Sterling, Lawrence Parker | Missy Elliott, Lamb               | 3:44  |
| 9.           | Amazing                                    | Jermaine Dupri, Bryan-Michael Cox, Crystal Johnson                                                                            | Jermaine Dupri, Bryan-Michael Cox | 4:03  |
| 10.          | Cry                                        | Salaam Remi, Jazmine Sullivan                                                                                                 | Salaam Remi                       | 3:44  |
| 11.          | Time to Move On                            | D. Smith | D. Smith                          | 4:29  |
| 12.          | New Life (Outro)                           | Cainon Lamb, Anthony Randolph, Raymond Gordon, Monica Brown                                                                   | Lamb                              | 0:58  |
| Total längd: | Total längd:                               | Total längd: | Total längd:                      | 42:47 |

| 13. | Breathe                                      | Cainon Lamb, Raymond Gordon, Taurian Osbourne  | Lamb                | 3:00 |
| 14. | In 3D                                        | Cainon Lamb, Monica Brown, Taurian Osbourne    | Lamb                | 3:55 |
| 15. | Catch Me                                     |                                                |                     | 3:08 |
| 16. | Anything (To Find You) (featuring Rick Ross) | Melissa Elliott, Cainon Lamb, Jazmine Sullivan | Missy Elliott, Lamb | 3:42 |